# Archangielskoje (Kraj Stawropolski)
Aechangielskoje (ros. Архангельское) – wieś w Rosji, w Kraju Stawropolskim, w rejonie budionnowskim. W 2010 liczyła 4891 mieszkańców.